# Salerno
Salerno je italské město v kraji Kampánie, hlavní město stejnojmenné provincie. Leží na pobřeží Tyrhénského moře, v Salernském zálivu. Je vzdálené 70 km jihovýchodně od Neapole. Salerno je po Neapoli druhým nejdůležitějším obchodním a průmyslovým centrem Kampánie.

## Historie
Největší rozkvět zajistili Byzantinci a později Normané, vládnoucí odtud celému jihu Itálie. Salerno proslavila lékařská fakulta Schola medica salernitana založená v 9. století, na níž údajně směly již v 11. století studovat i dívky. Bývá považována za nejstarší vysokou školu v Evropě.
8. září 1943 se zde v průběhu druhé světové války vylodili Spojenci. Salerno bylo během válečných bojů velmi poškozeno.

## Město a památky

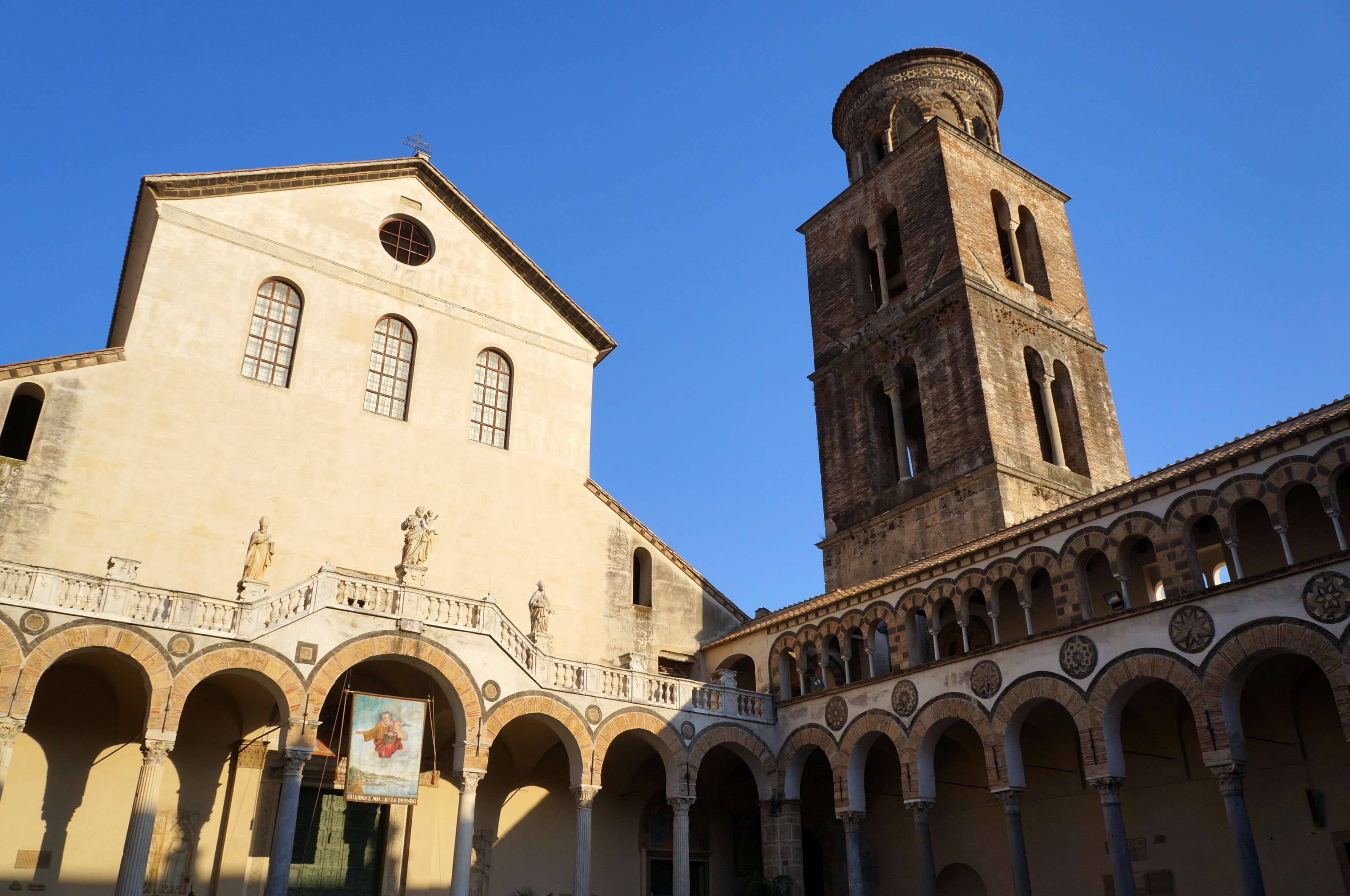
Duomo di Salerno

Hlavními památkami ve městě jsou dóm Duomo di Salerno a hrad nad městem Castello di Arechi. Centrum města se nachází v okolí přístavu, odjíždí odsud trajekty na Capri, do Amalfi a Positana. Hlavními ulicemi jsou Corso Garibaldi a Via Roma rovnoběžné s pobřežím. Podél pobřeží vede vyhlídková promenáda místy lemovaná palmami Lungomare Trieste vystavěná na začátku 50. let minulého století.
Kolmo na Via Roma vede ulice Via del Duomo, kde po dvou stovkách metrů najdeme hlavní salernský chrám, Katedrálu svatého Matouše. Románské Duomo di Salerno z 11. století zdobí brána Porta dei Leoni z téže doby a zvonice z 12. století. Chrámové schodiště vede do rajského dvora s 28 sloupy z antického Paesta, dále se zde nacházejí antické sarkofágy, fresky a mozaiky. Mozaika v prostřední lodi představuje sv. Matouše, jehož ostatky sem byly přeneseny z Paesta a uloženy v chrámové kryptě v roce 954. Chrámové Museo Diocesano ochraňuje cenná umělecká díla ze slonoviny a obrazy (Vaccaro, Caravaggio). Museo archeologico vystavuje nálezy z okolí.
Castello di Arechi leží na 300 m vysokém vrchu nad městem. Jedná se o rozlehlý středověký hrad, jehož základy pocházejí až z 6. st. Hrad je přístupný a je v něm umístěno muzeum věnované dějinám města.
K dalším významným památkám ve městě náleží řada palácových staveb, například Palazzo Sant'Agostino z počátku 14. st., slouží jako administrativní centrum provincie Salerno. Dále středověký Palazzo Fruscione z poč. 13. st., barokní Palazzo Genovese ze 17. st. nebo novorománský Palazzo Barrone vystavěný na poč. 20. st.
Z kostelů jsou považovány za nejvýznamnější románský S. Crocifisso z 10.-11. století s antickými sloupy a freskami v podzemní kryptě, S. Gregorio z 11. až 12. st., S. Annunziata ze 14. st.
Na západním konci historického centra leží Minervina zahrada, kde se již od středověku pěstují léčivé byliny. Počátkem 14. stol. zde mistr Matteo Silvatico, ékař ze salernské lékařské školy, založil Giardino dei semplici, předchůdkyni pozdějších evropských botanických zahrad.

### Kultura
V říjnu se v Salernu koná mezinárodní filmový festival.

### Místní speciality
Při příjemném posezení lze ochutnat výborné víno Silento v bílé, červené nebo růžové verzi nebo všudypřítomný citronový likér Limoncello.

## Galerie

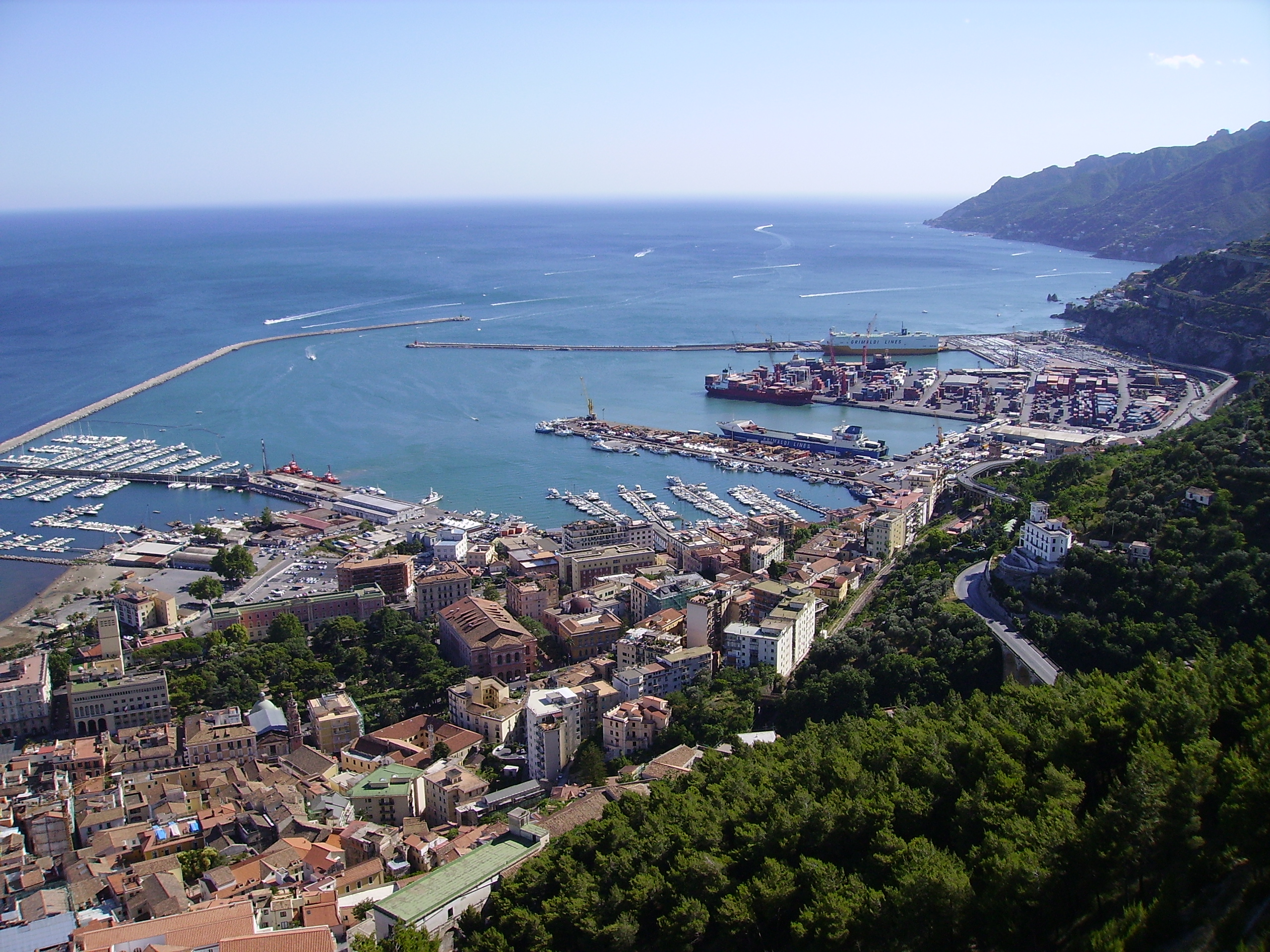
Pohled na přístav z hradu
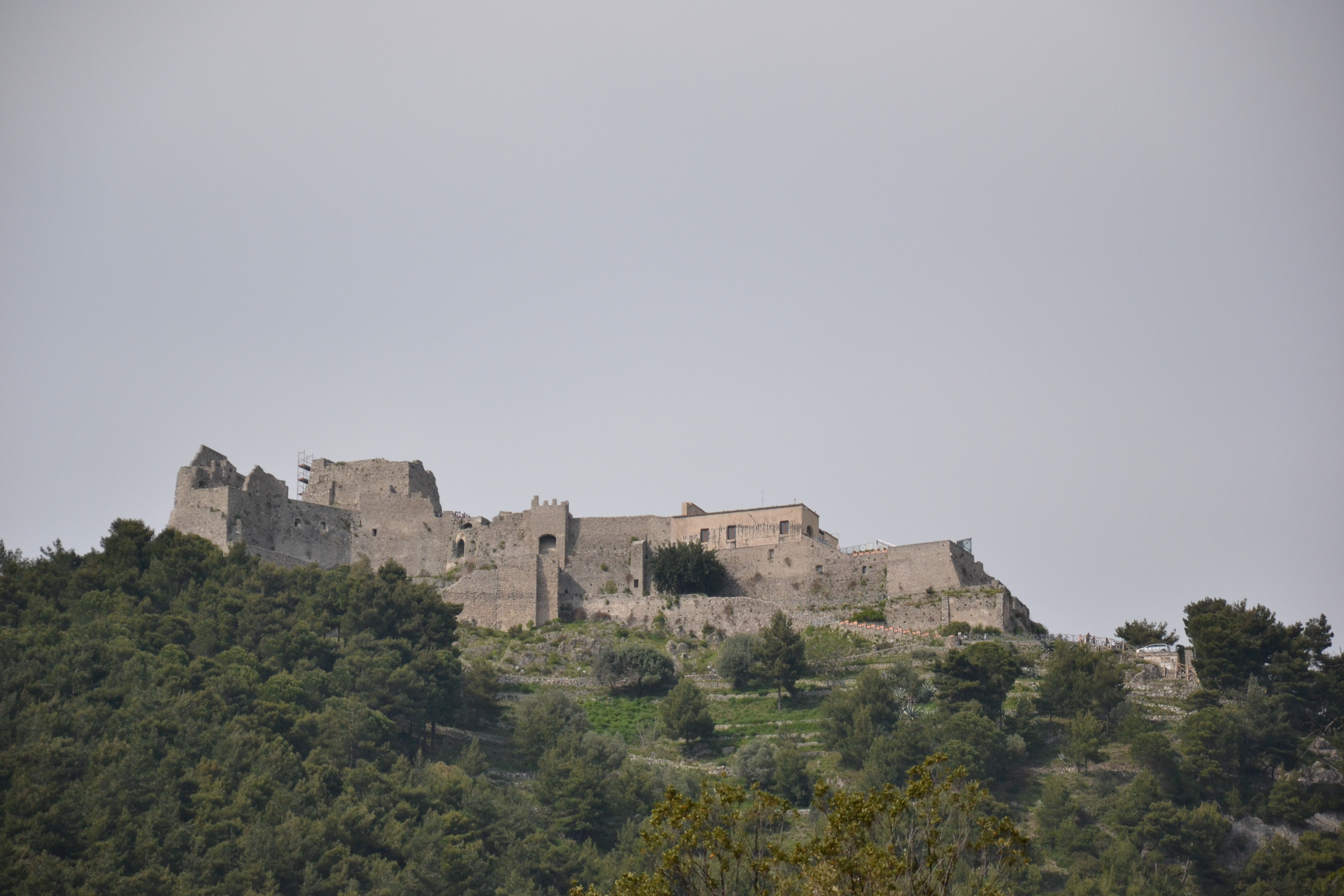
Castello di Arechi
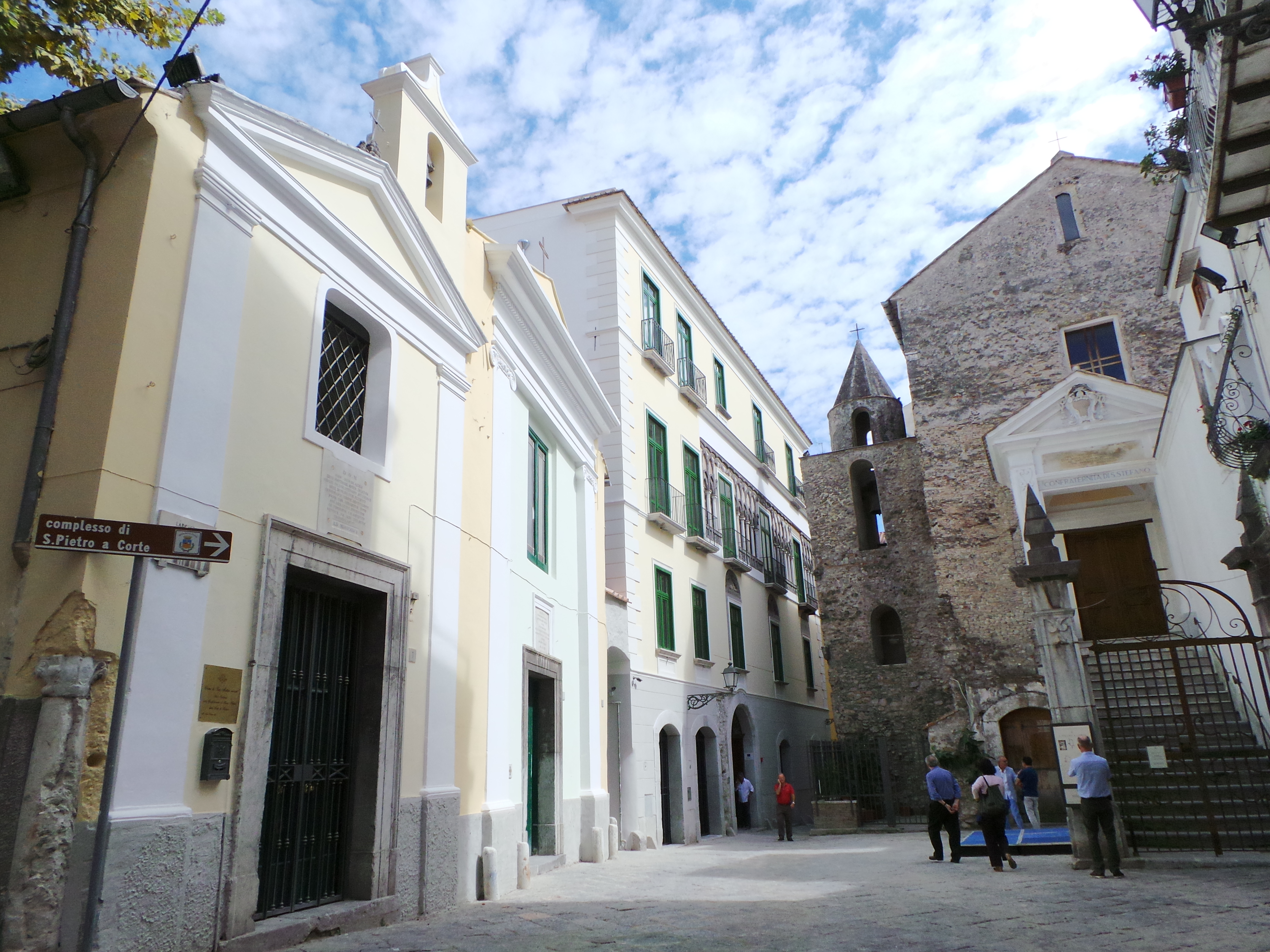
kostel San Pietro a Corte
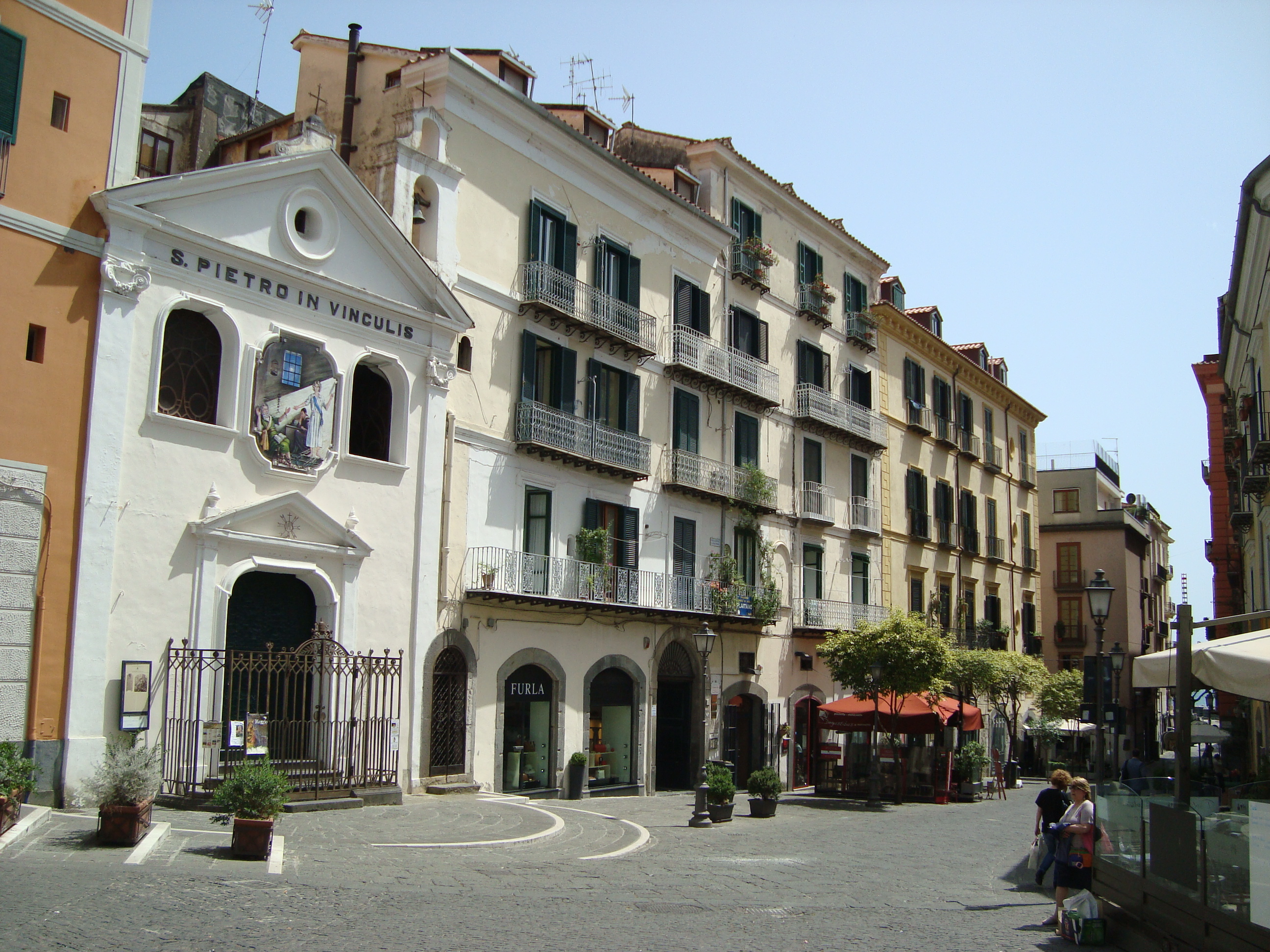
centrum města
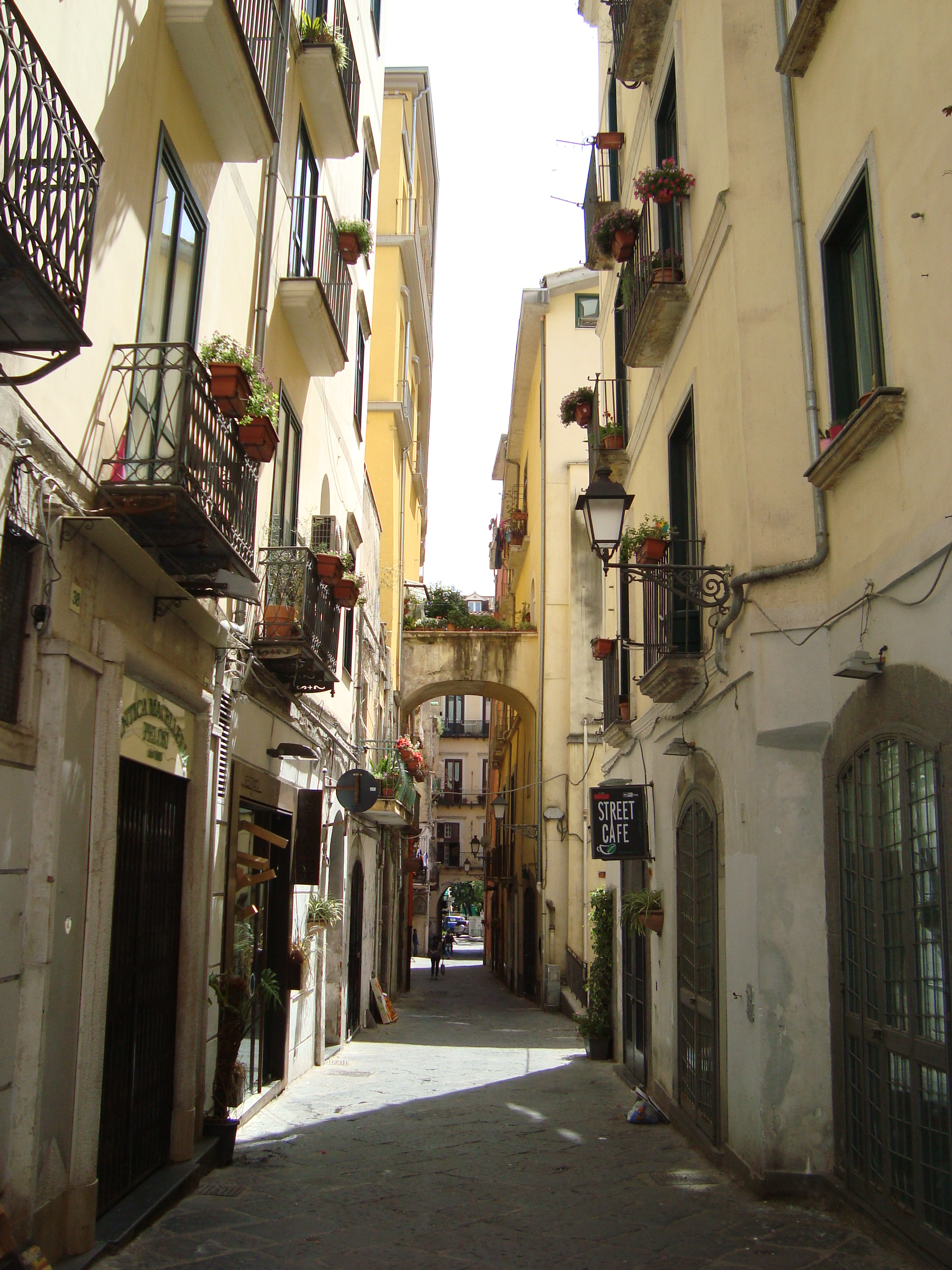
historické centrum města
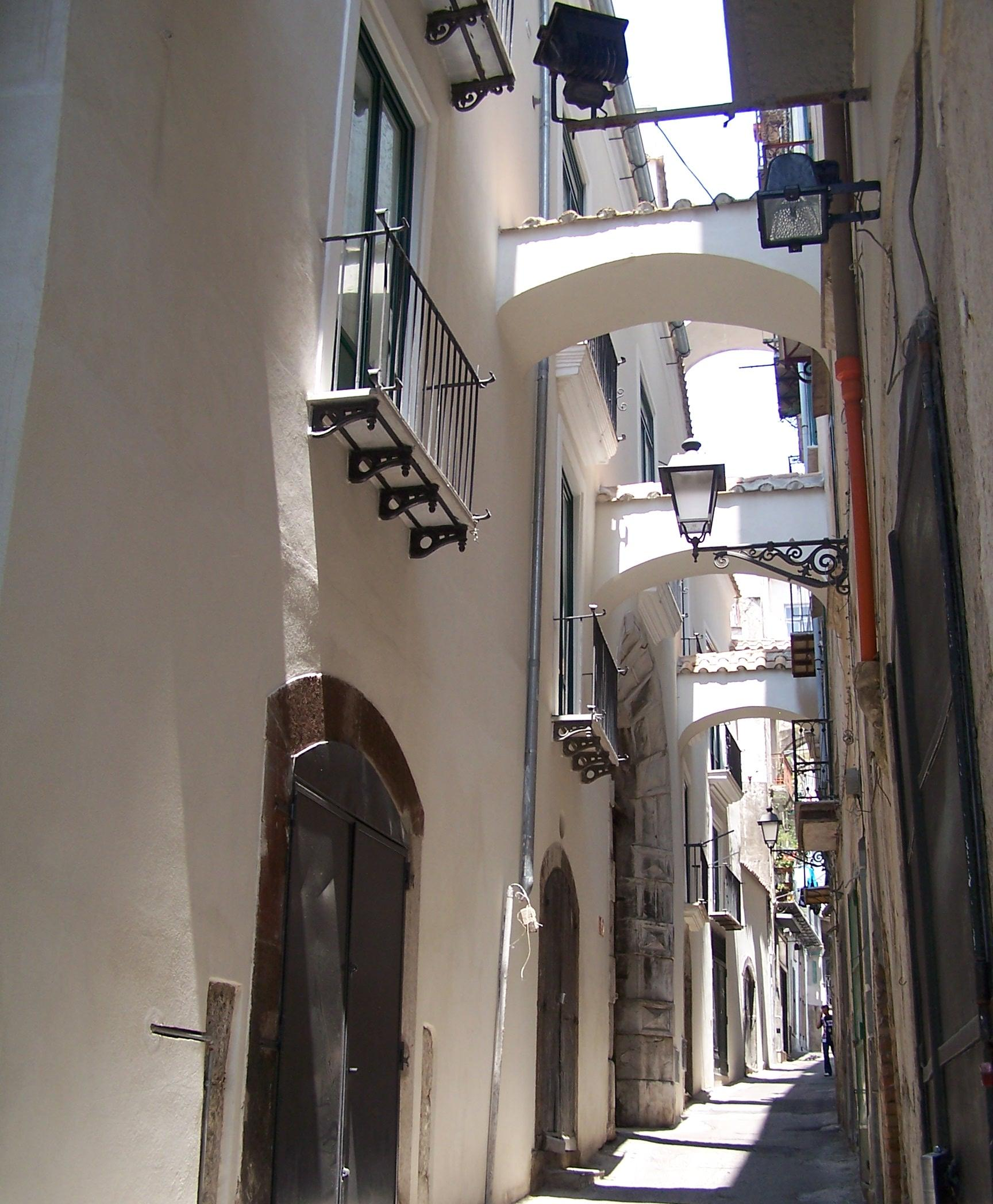
Via Botteghelle
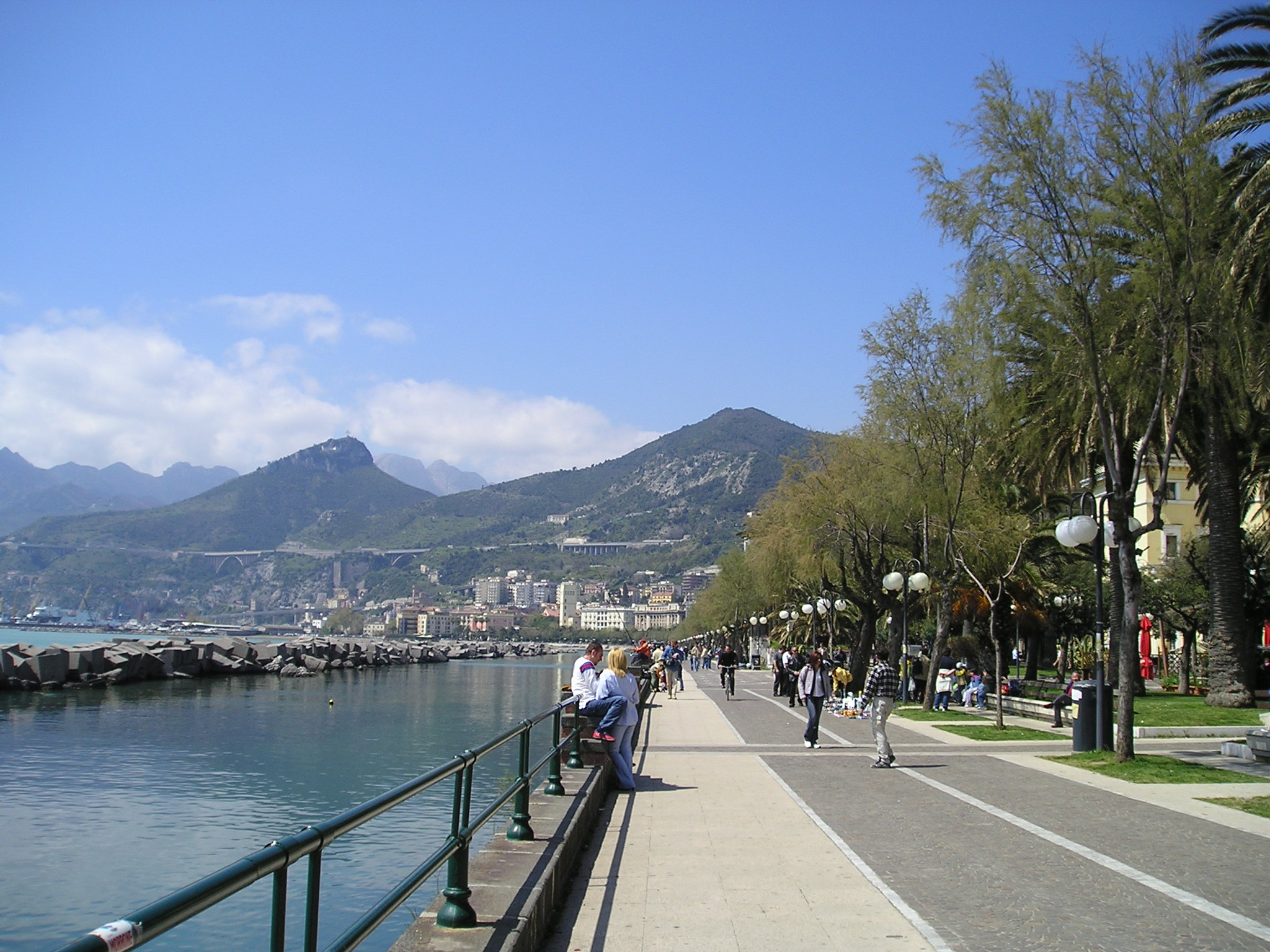
promenáda Lungomare Trieste
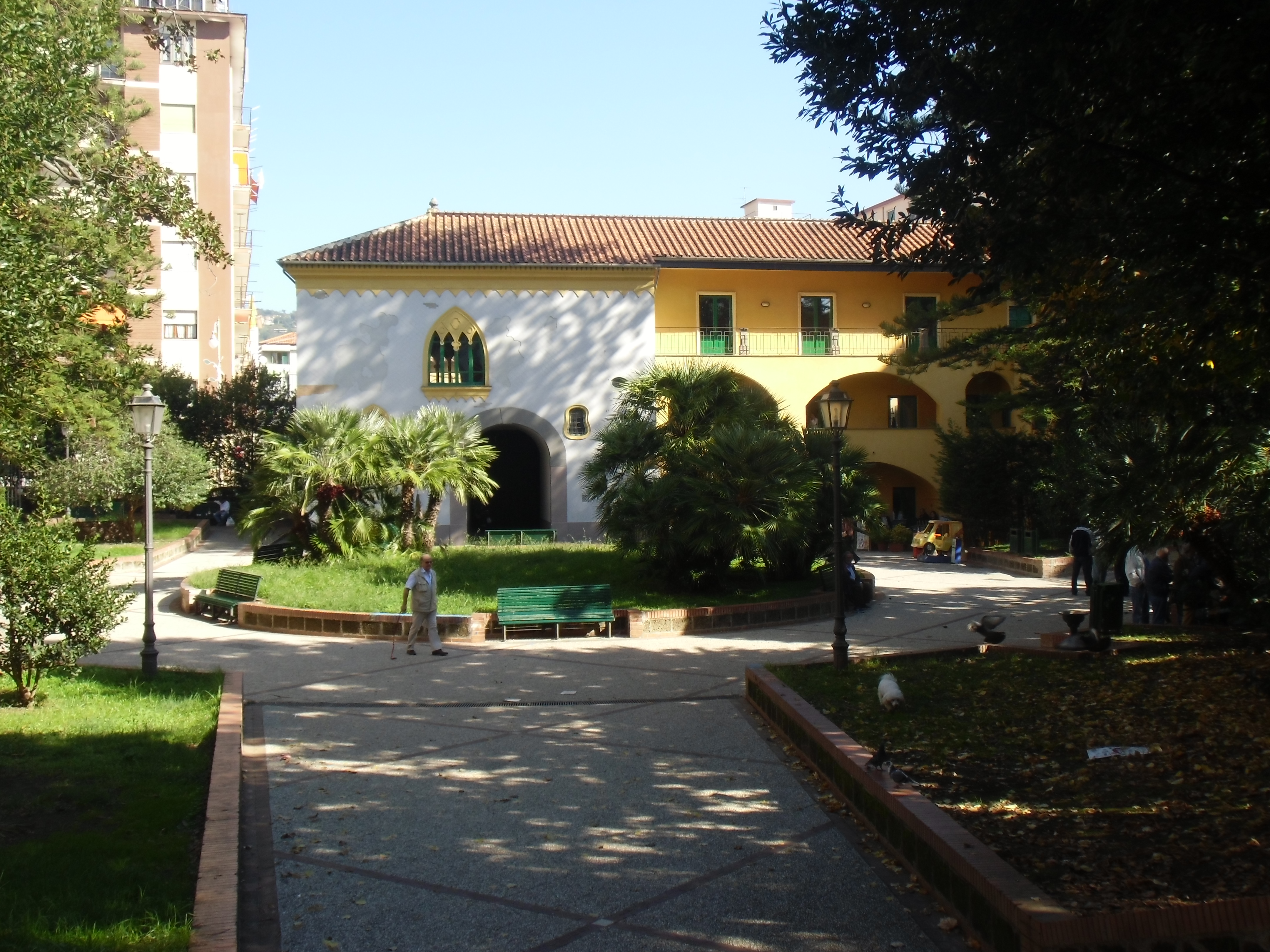
Villa Carrara

### Části obce
Fuorni, Giovi, Matierno, Ogliara, Pastorano, Rufoli, Sant'Angelo, Sordina

### Sousední obce
Baronissi, Castiglione del Genovesi, Cava de' Tirreni, Giffoni Valle Piana, Pellezzano, Pontecagnano Faiano, San Cipriano Picentino, San Mango Piemonte, Vietri sul Mare|

## Vývoj počtu obyvatel
Počet obyvatel

## Osobnosti města
- Nicola Abbagnano (1901 – 1990), filozof
- Giuliana de Sio (* 1957), herečka
- Mara Carfagna (* 1975), politička

## Partnerská města
- Rouen, Francie, 2003
- Tōno, Japonsko, 1984